# Бішофту (вулканічне поле)
Вулканічне поле Бішофту, також відоме як Дебре-Цайт, знаходиться в Ефіопії, в області Оромія, за 40 км на південний схід від Аддіс-Абеби.  Найвища в межах поля точка сягає близько 1850 м над р. м.. Інша назва Дебре-Зейт пов'язана з назвою міста, яке розташоване на даному вулканічному плато і є популярним туристичним об'єктом. 
Вулканічне поле Бішофту складається із шлакових конусів, маарів, застиглих лавових потоків, вулканічних утворень із туфів, вулканічних кратерів. Більшість кратерів і конусів зорієнтовані  N-S, паралельно напрямку Ефіопської рифтової долини. Туфове кільце Харо-Маджа розміром 750 на 1000 м і сусіднє з ним кільце, заповнені озером Кілоле. Конуси та маари вулканічного поля складаються переважно з ріолітових туфів.
Декілька маарів заповнено водою і утворили озера, які використовуються в рекреаційних цілях. Існує повітряне сполучення з Аддіс-Абебою. 